# 杨春茂
杨春茂（1914年7月3日—2009年9月18日），原名杨万馨，陕西韩城县东高门村人。中国共产党副省部级干部。

## 生平
1933年仲夏在西安被捕。1934年2月4日由地下党支部负责人王筠介绍加入中国共产党。
1937年进入延安抗大、陕北公学学习并参加学员支部工作。1937年12月毕业分配到晋察冀边区党委组织部(部长李葆华）任干事。1938年4月任晋察冀第四特区区委(冀西特委、平山特委）组织部部长，特委书记李德仲，副书记栗再温，宣传部长胡伯瑜，驻平山县洪子店镇（后迁小觉镇）。1941年1月任北岳四地委组织部部长。1944年1月从晋察冀回延安，进中共中央党校二部学习。1945年4月至6月作为晋察冀代表团候补代表参加中共七大。
抗战胜利后赴东北。1945年11月至1946年2月任本溪市委（市委书记李力果）组织部部长兼本溪保安司令部政治部主任。1946年2月至4月任本溪市委书记兼本溪保安司令部政治委员、本溪煤钢公司书记。1946年5月率本溪党政军退入新宾县山区，任辽东省委直属第三地委副书记兼组织部部长。1946年5月至7月任辽宁省分委第三地委副书记。1946年8月至1948年11月任辽南（后辽宁）第一地委书记、辽南（后辽宁）第一军分区政治委员。1946年11月率地委突围到“岗边”解放区。1946年12月至1948年7月兼任辽南省委代理组织部部长。1948年2月19日鞍山市解放，辽南一地委和一专署迁入鞍山市区，地委兼鞍山市委，地委书记杨春茂兼任市委书记，一专署兼鞍山市政府，专员刘云鹤兼任市长，李维民任公安局长。。1948年3月，杨春茂向东北局副书记、辽东省委书记陈云打报告，请求派人接管鞍钢；陈云批复东北行政委员会辽东办事处经建处（处长李大璋）副处长郝希英和柴树藩派往鞍钢负责护厂，1948年4月老红军郝希英任鞍钢经理。1948年6月1日，组建鞍山市委和市政府，邹问轩任市委书记，娄光琦任市长。1948年11月3日鞍山市解放，杨春茂专任鞍山市委书记，市委副书记金铁群。1948年12月26日，鞍山钢铁公司成立。东北行政委员会工业部（部长王首道）计划处处长李大璋调任鞍钢经理，副经理郝希英、王勋，鞍钢监委柴树藩（即党代表）。1948年12月市委书记杨春茂兼任鞍钢监委。杨春茂发布了《为号召市民献交器材运动布告》，向百姓征集鞍钢在战乱中散失的器材。1949年1月马宾任鞍钢第一副经理。后金铁群也兼任副经理。1949年7月9号，鞍钢复工恢复生产。
1950年因病休养，李大璋代理市委书记。1951年杨春茂到北京马列学院学习。1954年任中华人民共和国建筑工程部生产局局长，建筑工程部部长助理。1956年6月任建筑工程部（部长刘秀峰）副部长，中国建筑学会第三届理事会理事长。“四清”运动期间受到错误处理，1965年9月下放到吉林化学工业公司化肥厂任副厂长。1971年任北京燕山石油化工总厂党委书记兼厂长。1977年7月任北京市委国防工业第二办公室副主任。1978年5月任北京市委国防工业第二办公室主任。1979年12月至1985年3月任北京市第七届、第八届人民代表大会常务委员会副主任、党组副书记。
第四届、五届、六届全国人大代表。北京市市长级离休待遇。